# Guldborgsundtunnelen
Der Guldborgsundtunnelen (dt.: Guldborgsund-Tunnel) ist ein vierspuriger Straßen-Absenktunnel unter dem Guldborgsund, der die dänischen Inseln Falster und Lolland miteinander verbindet. Der Tunnel stellt eine wichtige Verbindung des Sydmotorvejen (dt.: Südautobahn) dar, der den dänischen Teil der E 47 (Vogelfluglinie) bildet. Seit seiner Eröffnung am 7. Juni 1988 hat er zu einer deutlichen Entlastung der wenige Kilometer nördlich in Guldborg gelegenen Straßenbrücke Guldborgsundbroen geführt.
Ursprünglich wurden der Tunnel und die zuführenden Straßen als zweispurige Kraftfahrstraßen ausgeführt, die aber relativ leicht zu einer vierspurigen Autobahn ausgebaut werden konnte. Der Verkehrszuwachs führte mit der Zeit dazu, dass die Erweiterung notwendig wurde, um die Servicequalität aufrechtzuerhalten und zu verhindern, dass der Guldborgsund wieder – wie in der Zeit vor dem Tunnel – zum Flaschenhals wurde. Die Erweiterung von der Kraftfahrstraße zur Autobahn wurde am 2. November 2007 eingeweiht.
Im Tunnel herrscht wegen der fehlenden Standstreifen eine Geschwindigkeitsbegrenzung von 90 km/h. Generell beträgt die Höchstgeschwindigkeit auf dem Sydmotorvejen südlich der Farøbroerne 110 km/h.